# Linda Clifford
Linda Clifford (Nova York, 14 de junho de 1944) é uma cantora e atriz americana de R&B, disco e house music, que obteve hits das décadas de 1970 e 1980, principalmente “If My Friends Could  See Me Now”, “Bridge over Troubled Water”, “Runaway Love” e “Red Light”.

## Carreira
É atriz e cantora de R&B, Disco music e House com diversos hits nas décadas de 70 e 80.
Clifford foi  Miss do Estado de Nova York em 1966.[carece de fontes?] Depois de conquistar o  título, começou a trabalhar como atriz, recebendo pequenos papéis em grandes filmes como “O Homem que Odiava as Mulheres” (inglês:The Boston Strangler), “Meu nome é Coogan” (inglês:Coogan's Bluff) com Clint Eastwood e Sweet Charity com Shirley MacLaine. Insatisfeita com seus papéis, Clifford decidiu se concentrar na carreira de cantora, tocando por um ano em clubes de Miami.
Em 1973 ela assinou contrato com a Paramount Record e seu primeiro single, "(It's Gonna Be) A Long Long Winter" tornou-se um hit nas paradas R & B no inverno de 1974.
Em 1978, ela alcançou sucesso nas paradas pop com as canções "If my friends could see me now" e a versão de dançante de "Bridge Over Troubled Water
Linda Clifford é casada desde 1978 com o percussionista de jazz Nick Coconato. Eles têm dois filhos: Gina  que é cantora e dançarina, e BJ que é também músico. 

## Discografia

### Álbuns
Curtom und Curtom/RSO[carece de fontes?]
- 1977: Linda
- 1978: If My Friends Could See Me Now
- 1979: Let Me Be Your Woman
- 1979: Here's My Love
- 1980: The Right Combination (com Curtis Mayfield)

EMI Capitol
- 1980: I'm Yours
- 1982: I'll Keep on Loving You

Red Label
- 1984: Sneakin' Out
- 1985: My Heart's on Fire